# Traveling Wilburys Collection
The Traveling Wilburys Collection är ett samlingsalbum av The Traveling Wilburys som innehåller alla deras album och en DVD med musikvideon och en dokumentärfilm om bandet. Albumet gavs ut 11 juni 2007 av Rhino Entertainment och Wilbury Records.

## Låtlista

### Traveling Wilburys Vol. 1
Alla låtar är skrivna och komponerade av Traveling Wilburys. 
| Nr  | Titel                      | Notering | Längd |
| --- | -------------------------- | --- | ----- |
| 1.  | Handle with Care           | | 3:20  |
| 2.  | Dirty World                | | 3:30  |
| 3.  | Rattled                    | | 3:00  |
| 4.  | Last Night                 | | 3:48  |
| 5.  | Not Alone Any More         | | 3:24  |
| 6.  | Congratulations            | | 3:30  |
| 7.  | Heading for the Light      | | 3:37  |
| 8.  | Margarita                  | | 3:15  |
| 9.  | Tweeter and the Monkey Man | | 5:30  |
| 10. | End of the Line            | | 3:30  |
| 11. | Maxine                     | Ett tidigare opublicerat bonusspår, omarbetad av Jeff Lynne och Dhani Harrison år 2007. Gitarrsolo av Jeff Lynne.     | 2:49  |
| 12. | Like A Ship                | Ett tidigare opublicerat bonusspår, omarbetad av Jeff Lynne och Dhani Harrison år 2007. Gitarrsolo av Dhani Harrison. | 3:30  |

### DVD
1. The True History of the Traveling Wilburys dokumentär - 24 minuter
2. "Handle with Care" (musikvideo)
3. "End of the Line" (musikvideo)
4. "She's My Baby" (musikvideo)
5. "Inside Out" (musikvideo)
6. "Wilbury Twist" (musikvideo)

### Traveling Wilburys Vol. 3
Alla låtar är skrivna och komponerade av Traveling Wilburys, om inget annat anges.. 
| Nr  | Titel                      | Kompositör                | Notering | Längd |
| --- | -------------------------- | ------------------------- | --- | ----- |
| 1.  | She's My Baby              |                           | | 3:14  |
| 2.  | Inside Out                 |                           | | 3:36  |
| 3.  | If You Belonged To Me      |                           | | 3:13  |
| 4.  | The Devil's Been Busy      |                           | | 3:18  |
| 5.  | 7 Deadly Sins              |                           | | 3:18  |
| 6.  | Poor House                 |                           | | 3:17  |
| 7.  | Where Were You Last Night? |                           | | 3:03  |
| 8.  | Cool Dry Place             |                           | | 3:37  |
| 9.  | New Blue Moon              |                           | | 3:21  |
| 10. | You Took My Breath Away    |                           | | 3:18  |
| 11. | Wilbury Twist              |                           | | 2:56  |
| 12. | Nobody's Child             | Cy Coben, Mel Foree       | Bonusspår, tidigare utgiven på Nobody's Child: Romanian Angel Appeal. | 3:28  |
| 13. | Runaway                    | Del Shannon, Max D. Crook | Bonusspår, tidigare utgiven som B-sida åt "She's My Baby" i Storbritannien. Remixad, med ett nytt claviolinesolo istället för det ursprungliga gitarr/munspel spåren från 1990. | 2:30  |